# Alberto Vargas
Joaquin Alberto Vargas y Chavez (Arequipa,  9 de fevereiro de 1896 – Los Angeles, 30 de dezembro de 1982), foi um pintor Peruano. Uma das suas criações (Varga Girl) está presente na capa do disco Sgt. Pepper's Lonely Hearts Club Band da banda de rock The Beatles.
Alberto Vargas é considerado o pai das Pin-up girls. Ele se inspirava nas bailarinas e atrizes norte-americanas, e chegou a expôr suas criações nas revistas Esquire e Playboy . 

## Vida e Carreira
Alberto Vargas nasceu em Arequipa, cidade no meio da Cordilheira dos Andes, em 9 de fevereiro de 1896. Era filho do reconhecido fotógrafo Max T. Vargas. Aos 15 anos foi estudar fotografia na Suíça, para que seguisse com o negócio de seu pai.
Com o início da Primeira Guerra Mundial, Alberto Vargas acabou saindo da Europa e marcou de voltar para junto de sua família. Em uma conexão que fez em Nova York, porém, acabou ficando pela cidade. Tornou-se retratista e ilustrador da Companhia Ziegfeld Follies da Broadway, papel que exerceu por 12 anos. 
O trabalho na companhia o fez conhecer a atriz Anna Mae Clift, que viria a se tornar sua musa e em 1930, sua mulher. Anna foi sua grande inspiração para a criação das pin-up. 
A Grande Depressão de 1929 o fez sair de Nova York e buscar novas oportunidades em Los Angeles, cidade que despontava na mídia por causa da ascensão dos estúdios de Hollywood. Começou a trabalhar para a Revista Esquire e em pouco tempo suas ilustrações ficaram conhecidas como Varga Girls, por conta de sua assinatura que saia impressa.  
Em 1960 e após alguns problemas profissionais, foi trabalhar para a Playboy. A convite do próprio Hugh Hefner, Vargas adaptou suas ilustrações, deixando as mulheres mais ousadas. Foram anos de sucesso, até a morte de sua esposa, Anna Mae Clift, em 1974. Após o falecimento, o pintor perdeu a inspiração e foi produzindo cada vez menos.
Alberto Vargas viria a falecer em Los Angeles, no dia 30 de dezembro de 1982, em decorrência de um ataque cardíaco. 